# 小行星11379
小行星11379（11379 Flaubert）是一颗绕太阳运转的小行星，为主小行星带小行星。该小行星于1998年9月21日发现。

## 轨道参数
小行星11379的轨道半长轴为2.6435904 UA，离心率为0.217。